# История почты и почтовых марок Португалии
История почты и почтовых марок Португалии условно делится на периоды, соответствующие почтовым системам Португалии во времена монархического управления (до 1910) и республиканского государственного устройства (с 1910). Эмиссии собственных почтовых марок начались в этой стране в 1853 году. Португалия является членом Всемирного почтового союза (ВПС; с 1875), а её национальным почтовым оператором выступает компания CTT Correios de Portugal.

## Развитие почты
Начало истории почты в Португалии восходит к XVI веку, когда стали учреждаться почтовые заведения, которые до конца XVIII века предоставлялись в качестве лена частным лицам. В конце XIX века почтовой связью в стране уже ведало Главное управление почт, телеграфов и маяков, которое входило в состав Министерства публичных работ и действовало посредством двух окружных установлений, в Лиссабоне и Опорто.
9 октября 1874 года Португалия подписала Всеобщую почтовую конвенцию и затем 1 июля 1875 года стала членом ВПС. На лиссабонском Всемирном почтовом конгрессе 1885 года Португалией было подписано соглашение между государствами, в которых производилась операция почтовых поручений, о распространении этой операции на свои взаимные отношения. На венском конгрессе ВПС 1891 года Португалия присоединилась к ещё одному межгосударственному соглашению, в соответствии с которым правительства взаимно обязались доставлять периодические издания, выходившие в пределах их территорий, по тем же ценам, что и внутренним подписчикам, с надбавкой лишь возможных транзитных расходов; в стране назначения могли быть сделаны комиссионные и тому подобные надбавки, но они не должны были выходить за пределы, установленные для внутренних подписчиков этой страны.
По данным о числе и деятельности почтовых учреждений, в Португалии в 1894 году насчитывалось:
- 4008 почтовых учреждений, что составляло в среднем одно почтовое учреждение на 23 км² и на 1135 жителей этой страны;
- 66 991 000 почтовых отправлений, в том числе:
  - 27 006 тыс. писем,
  - 5323 тыс. открытых писем,
  - 24 091 тыс. произведений печати,
  - 222 тыс. почтовых переводов и
  - 172 тыс. посылок.

На одного жителя страны приходилось в среднем 11,5 почтового отправления. Превышение дохода почтового ведомства над расходами, в пересчёте на рубли Российской империи того времени, составило 675 001 рублей.
Согласно сведениям Международного бюро ВПС за 1903 год, густота почтовой сети в Португалии составляла одно почтовое учреждение на 28,5 км².
С 1990 года Португалия является также членом Почтового союза американских государств, Испании и Португалии (UPAEP).
Современное почтовое обслуживание в стране осуществляет компания порт. CTT Correios de Portugal S. A., подчинённая ведомственно
Национальному органу связи Португалии (Autoridade Nacional de Comunicações, сокращённо ANACOM).

## Выпуски почтовых марок

### Первые марки
На первых почтовых марках 1853 года была изображена голова монарха, белого цвета и невыразительная, вытисненная на цветном фоне. Самыми ценными марками этого периода были миниатюры под номерами 8 и 9 по каталогу «Стэнли Гиббонс» из выпуска 1853 года: лиловые номиналом 100 рейсов.

### Последующие эмиссии
Характерной особенностью самых ранних португальских марок было отсутствие на них названия государства, и только начиная с 1866 года на знаках почтовой оплаты стало указываться название страны.
Первые памятные марки вышли в свет в 1894 году и были посвящены 500-летию со дня рождения Генриха Мореплавателя. Путешествие Васко да Гамы в Индию в 1497—1498 годах стало сюжетом выпуска 1898 года. Марки с изображением Васко да Гамы также были в обращении в африканских колониальных владениях Португалии, в связи с чем вместо текста «Португалия» на них было написано «Африка». Это был единственный общий выпуск для колоний.
После революции на стандартных марках 1910 года была сделана надпечатка «Republica» («Республика»). Первым республиканским оригинальным выпуском были марки 1912 года широко известного типа «Жница» (с изображением богини Цереры в виде жницы).
Первое изображение аэропланов появилось на почтовых марках страны в 1923 году после перелёта Гагу Коутинью и Сакадура Кабрал из Португалии в Бразилию в 1922 году. В 1924 году первой эмиссией на литературную тематику была отмечена 400-я годовщина со дня рождения эпического поэта Луиса де Камоэнса (1524—1580). Первый почтовый блок страны был издан в 1940 году.
Распространённый тип марок «Каравелла» впервые был эмитирован в 1943 году, «Средневековый рыцарь» — в 1953 году.
Объёмы выпуска португальских почтовых марок заметно возросли с 1960-х годов.

## Другие виды почтовых марок

### Авиапочтовые
Первые авиапочтовые марки появились в Португалии в 1923 году.

### Железнодорожные
Первая железнодорожная марка Португалии вышла в 1956 году.

## Непочтовые марки

### Благотворительные виньетки
В Португалии неоднократно издавались благотворительные марки (виньетки). Покупать их было делом добровольным, но в ряде случаев, обычно в какой-то промежуток времени, такие марки распространялись в обязательной продаже. Так, в 1911 году в Португалии появились первые в мире благотворительные марки обязательного приобретения — для фонда помощи бедным.

### Фантастические выпуски
В 1897 году в Лиссабоне появилась 10-марочная серия Батекена — несуществующей колонии Португалии. Авторы этого фантастического выпуска неизвестны.